# Jacek Białczak
Jacek Białczak (ur. 22 lutego 1966) – polski polityk, menedżer i urzędnik, w 1998 wicewojewoda sieradzki.

## Życiorys
Pochodzi z Sieradza. W 1990 ukończył studia z inżynierii budowlanej na Politechnice Łódzkiej, później uzyskał magisterium z ekonomii na Uniwersytecie Łódzkim. W 2016 został absolwentem studiów typu MBA na Akademii Leona Koźmińskiego. Do 1991 pracował jako nauczyciel, następnie od 1991 do 1993 – w Urzędzie Celnym w Łodzi. Później do 1998 zatrudniony w Banku Pekao S.A., prowadził także indywidualną działalność gospodarczą.
Należał do Unii Wolności, był wiceprzewodniczącym partii w regionie łódzkim. Z jej ramienia od stycznia do grudnia 1998 sprawował funkcję ostatniego w historii wicewojewody sieradzkiego. W kadencji 1998–2002 zasiadał także w sejmiku łódzkim. W 1997 (jako lider listy) i 2001 bez powodzenia kandydował do Sejmu. W latach 2000–2008 zatrudniony w Agencji Restrukturyzacji i Modernizacji Rolnictwa. W 2009 został zatrzymany pod zarzutami korupcyjnymi przez Centralne Biuro Antykorupcyjne. Później pracował w grupie Pamapol (od 2014 do 2016 należał do jej zarządu), działał też na stanowiskach kierowniczych w jej spółkach zależnych Mitmar i Warmińskich Zakładach Przetwórstwa Owocowo-Warzywnego.